# 滕普林
滕普林（德語：Templin，發音：[tɛmˈpliːn] ⓘ）是德国勃兰登堡州乌克马克县的城市，面积379.57平方千米，2023年12月31日人口为15,604人，是德国面积第八大的市镇。

## 友好城市
滕普林共与两座城市结为友好城市关系：
- 德国 北莱茵-威斯特法伦州 巴特利普施普林格（1990年）
- 波蘭 波乌琴-兹德鲁伊（1997年）